# Bitnje
 Ovo je glavno značenje pojma Bitnje. Za druga značenja pogledajte Bitnje (razdvojba).
Bitnje je naselje u slovenskoj Općini Bohinju. Bitnje se nalazi u pokrajini Gorenjskoj i statističkoj regiji Gorenjskoj. 

## Stanovništvo
Prema popisu stanovništva iz 2002. godine naselje je imalo 65 stanovnika.